# „0” kilométerkő
A „0” kilométerkő szobor a Budapestről induló főutak kilométer-számozásának kezdőpontját szimbolizálja. A Clark Ádám téren 1975-ben avatták fel Borsos Miklós alkotását, a 80 cm-es talapzaton álló, három méter magas mészkőszobrot. A szobor szabályos tipográfiai 0 karaktert formáz meg, és mindössze két betű van rajta: „KM” mint a kilométer rövidítése. Innen számítják a Magyarország egy számjegyű főútvonalainak kilométereit (a BAH-csomóponttól induló 1-es és a Székesfehérváron kezdődő 8-as főút kivételével), ezen kívül a 10-es főút, és a 31-es főút kilométereit is innen számítják. 

## Története

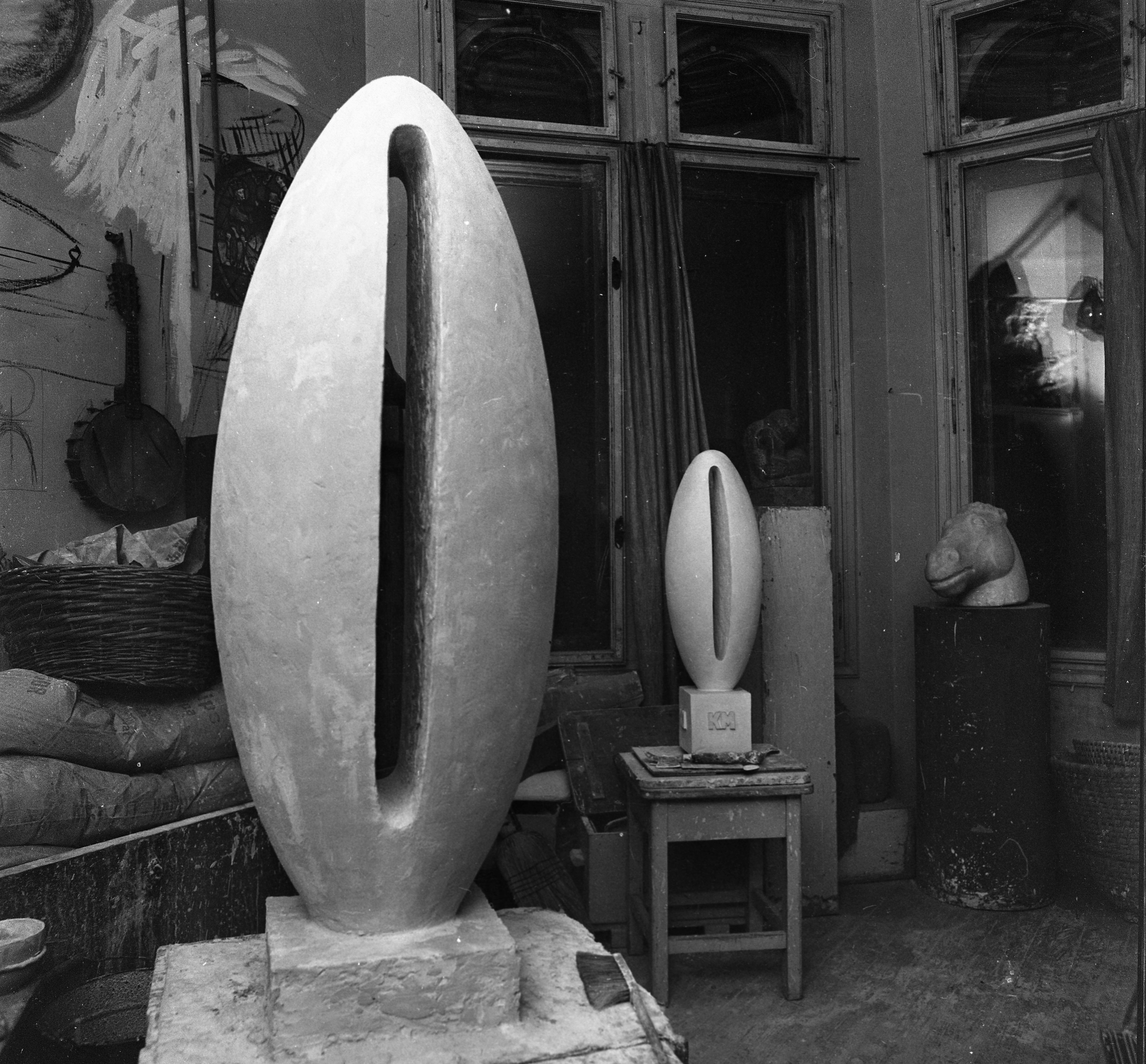
A készülő mű Borsos Miklós műtermében

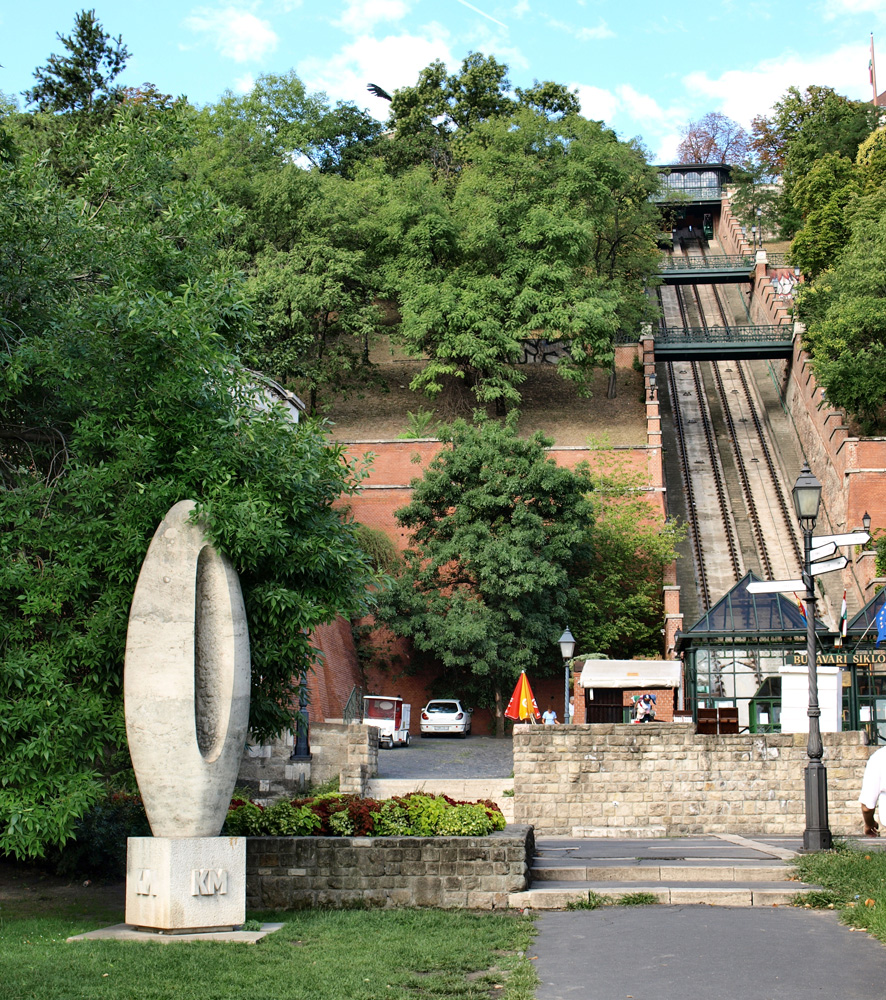
A „0” km szobor a budapesti Clark Ádám téren, a Budavári sikló alsó állomása mellett

Az úthálózat jelképes kiindulópontja eredetileg a királyi palota küszöbénél volt, ahonnan a Lánchíd építésekor helyezték át mai helyére. Az eredeti szobor nem maradt fenn.
A 20. század elején Festetics Pál vetette fel a közlekedési hálózat kiindulópontjának megjelenítését, amelyet a Hungária Automobil Club karolt fel és valósított meg. 1932-től a Kereskedelmi Minisztérium (melyhez a közlekedési tárca is tartozott) épülete melletti járdán állt Körmendi-Frim Jenő Madonnát (Patrona Hungariae) ábrázoló márványszobra, amelynek talapzatán három alak (egy gyalogos, egy kocsis és egy autóvezető) domborműve jelent meg. A második világháború alatt megsérült szobrot lebontották.
A mai „0” kilométerkő helyén 1953-ban állították fel Molnár László egy munkást és egy autókereket ábrázoló szobrát. Ezt 1974-ben áthelyezték a XVII. kerületbe, a rákoshegyi vasútállomáshoz.
A mai Borsos-féle szobrot 1975. április 4-én állították fel a Clark Ádám téren, a Budavári sikló előtti parkban.
Csüllög András médiaművész 2011-es „ZERO” című installációnak készült másfél perces rövidfilmjében a szobor hungarocell másolatát az eredeti szobor helyszínéről emeli fel és viszi el a Lánchíd felé, azt szimbolizálva, hogy mi történik ha elviszik az „ország közepét”. A másolat ezen kívül több más helyen is kiállításra került.

## Más hasonló emlékművek
Más bel- és külföldi városok is állítottak az utak kiindulópontját megjelölő táblát, szobrot, emlékművet (például Kecskemét, a Kossuth téren). A talán leghíresebb, ha nem is a legrégebbi ezek közül a Milliarium Aureum, amit Augustus császár állíttatott fel a Forum Romanumon. A minden út Rómába vezet mondás innen veszi eredetét.